# Jamestown (serie de televisión)
Jamestown, es una serie dramático-histórica emitida en el Reino Unido desde el 5 de mayo del 2017 a través de la cadena Sky 1. En España la serie se estrenó en el canal Cosmo el 13 de noviembre de 2018.

## Sinopsis
En 1619, doce años después de la fundación de la colonia de Jamestown, varias mujeres llegan de Inglaterra obligadas a casarse con los hombres que pagaron su pasaje al Nuevo Mundo. Entre ellas se encuentran Alice, Verity y Jocelyn, que llegan con poca idea de lo que depara el futuro. El nuevo gobernador, Sir George Yeardley, y su esposa también llegan y descubren que administrar el asentamiento no deja de tener problemas con un secretario de la Compañía de Virginia que intenta socavar su posición.

## Personajes
| Actor               | Personaje                        | Ocupación                              | N.º de episodios |
| ------------------- | -------------------------------- | -------------------------------------- | ---------------- |
| Sophie Rundle       | Alice Kett/Alice Sharrow         | Agricultora                            | 17               |
| Max Beesley         | Henry Sharrow                    | Agricultor                             | 24               |
| Stuart Martin       | Silas Sharrow                    | Agricultor                             | 24               |
| Luke Roskell        | Pepper Sharrow                   | Agricultor                             | 24               |
| Naomi Battrick      | Jocelyn Woodbryg/Jocelyn Castell | -                                      | 24               |
| Gwilym Lee          | Samuel Castell                   | Registrador de la Compañía de Virginia | 8                |
| Niamh Walsh         | Verity Bridges/Verity Rutter     | Tabernera                              | 24               |
| Dean Lennox Kelly   | Meredith Rutter                  | Tabernero                              | 24               |
| Jason Flemyng       | Sir George Yeardley              | Gobernador de Virginia                 | 24               |
| Steven Waddington   | Redwick                          | Alguacil                               | 24               |
| Matt Stokoe         | James Read                       | Herrero                                | 24               |
| Burn Gorman         | Nicholas Farlow                  | Secretario de la Compañía de Virginia  | 17               |
| Shaun Dooley        | Michaelmas Whitaker              | Reverendo de Jamestown                 | 7                |
| Tony Pitts          | Edgar Massinger                  | Terrateniente de Jamestown             | 14               |
| Claire Cox          | Temperance Yeardley              | Esposa de Sir George                   | 24               |
| Ben Starr           | Christopher Priestley            | Doctor                                 | 24               |
| Patsy Ferran        | Mercy Myrtle                     | Sirvienta de los Castell               | 24               |
| Kalani Queypo       | Chacrow                          | Miembro de la Tribu Pamunkey           | 24               |
| Raoul Max Trujillo  | Opechancanough                   | Jefe de la Tribu Pamunkey              | 10               |
| Roseanne Supernault | Matachanna                       | Miembro de la Tribu Pamunkey           | 5                |
| Rachel Colwell      | Winganuske                       | Agricultora Pamunkey                   | 12               |
| Abubakar Salim      | Pedro                            | Guerrero angoleño y esclavo            | 16               |
| Abiola Ogunbiyi     | María                            | Esclava                                | 16               |
| Harry Grasby        | Tamlin Appleday                  | Niño inglés                            | 7                |
| Ben Batt            | Willmus Crabtree                 | Mercader                               | 8                |

     Aparece solo en la temporada 1.
     Aparece en la temporada 1 y 2.
     Aparece en la temporada 2 y 3.
     Aparece solo en la temporada 3.
     Aparece en todas las temporadas.

## Producción
En abril del 2016 se anunció que "Carnival Films" creador de la serie Downton Abbey sería el encargado de producir la serie Jamestown.
La serie cuenta con los directores Samuel Donovan, Paul Wilmshurst, John Alexander y David Moore, y también con el escritor Bill Gallagher. La producción está a cargo de Sue de Beauvoir, con el apoyo de los productores ejecutivos Nigel Marchant, Gareth Neame, Cameron Roach, Anne Mensah, Richard Fell y Bill Gallagher; junto con los productores de línea Julia Valentine y Alexander O'Neal. La música está en manos de John Lunn, mientras que la cinematografía ha sido realizada por John Conroy, Ulf Brantås y Suzie Lavelle.
La serie es distribuida por "NBC Universal Intl." y fue grabada en su mayoría en decorados en Hungría.
En 2017 Sky 1 anunció que la serie había sido renovada por una segunda temporada.

## Crítica
The Guardian dijo que la serie era una telenovela costosa, pero encontró que era divertida. El Irish Times encontró que toda la serie era "absurda, genérica o risible". The Telegraph fue más amable con la producción, ya que encontró que era un "drama de época estúpido pero apasionante".